# Somalia en los Juegos Paralímpicos
Somalia en los Juegos Paralímpicos está representada por el Comité Paralímpico Somalí, miembro del Comité Paralímpico Internacional.
Ha participado en tres ediciones de los Juegos Paralímpicos de Verano, su primera presencia tuvo lugar en Río de Janeiro 2016. El país no ha obtenido ninguna medalla en las ediciones de verano.
En los Juegos Paralímpicos de Invierno Somalia no ha participado en ninguna edición.

## Medallero

### Por edición
Juegos Paralímpicos de Verano
| Evento              | Oro | Plata | Bronce | Total |
| ------------------- | --- | ----- | ------ | ----- |
| Río de Janeiro 2016 | 0   | 0     | 0      | 0     |
| Tokio 2020          | 0   | 0     | 0      | 0     |
| París 2024          | 0   | 0     | 0      | 0     |
| TOTAL               | 0   | 0     | 0      | 0     |